# Monte Conca
Monte Conca este o arie protejată (arie specială de conservare — SAC, sit de importanță comunitară — SCI, arie de protecție specială avifaunistică — SPA) din Italia întinsă pe o suprafață de 1.407 ha, integral pe uscat.

## Localizare
Centrul sitului Monte Conca este situat la coordonatele 37°29′22″N 13°42′16″E / 37.489444°N 13.704444°E.

## Înființare
Situl Monte Conca a fost declarat sit de importanță comunitară în septembrie 1995 pentru a proteja 2 specii de plante și 44 de specii de animale. Alte tipuri de protecție:
- arie de protecție specială avifaunistică (în octombrie 2012)[3]
- arie specială de conservare (în decembrie 2015)[2][4][5]

## Biodiversitate
Situată în ecoregiunea mediteraneană, aria protejată conține 10 habitate naturale: Pseudostepă cu ierburi și specii anuale de Thero-Brachypodietea, Galerii de Salix alba și de Populus alba, Tufărișuri termo-mediteraneene și de pre-deșert, Salicornia și alte specii anuale care populează regiunile mlăștinoase și nisipoase, Râuri mediteraneene cu debit intermitent, cu specii de Paspalo-Agrostidion, Pante stâncoase calcaroase cu vegetație casmofită, Peșteri inaccesibile publicului, Galerii și tufărișuri riverane sudice (Nerio-Tamaricetea și Securinegion tinctoriae), Păduri de Olea și Ceratonia, Tufărișuri halofile mediteraneene și termo-atlantice (Sarcocornetea fruticosi).
La baza desemnării sitului se află mai multe specii protejate:
- plante (2): Dianthus rupicola, Tripolium sorrentinoi
- păsări (42): pescăruș albastru (Alcedo atthis), Alectoris graeca whitakeri, rață pitică (Anas crecca), fâsă-de-câmp (Anthus campestris), fâsă de luncă (Anthus pratensis), lăstunul mare (Apus apus), Aquila fasciata, stârc cenușiu (Ardea cinerea), pasărea ogorului (Burhinus oedicnemus), ciocârlie-cu-degete-scurte (Calandrella brachydactyla),  prundaș gulerat mic (Charadrius dubius), șerpar (Circaetus gallicus), erete de stuf (Circus aeruginosus), erete alb (Circus macrourus), dumbrăveancă (Coracias garrulus), lăstun de casă (Delichon urbicum), măcăleandru (Erithacus rubecula), Falco biarmicus, Falco naumanni, șoim călător (Falco peregrinus), vânturel de seară (Falco vespertinus), muscar negru (Ficedula hypoleuca), cinteză (Fringilla coelebs), piciorong (Himantopus himantopus), rândunică (Hirundo rustica), stârc pitic (Ixobrychus minutus), sfrâncioc cu cap roșu (Lanius senator), ciocârlie de pădure (Lullula arborea), privighetoare (Luscinia megarhynchos), ciocârlie de bărăgan (Melanocorypha calandra), prigoare (Merops apiaster), gaia neagră (Milvus migrans), codobatură galbenă (Motacilla alba), pietrar mediteranean (Oenanthe hispanica), pietrar sur (Oenanthe oenanthe), viespar (Pernis apivorus), codroș de munte (Phoenicurus ochruros), turturică (Streptopelia turtur), silvie roșcată (Sylvia cantillans), Sylvia conspicillata, sturz-cântător (Turdus philomelos), pupăză (Upupa epops)
- mamifere (2): liliac cu aripi lungi (Miniopterus schreibersii), liliacul mic cu potcoavă (Rhinolophus hipposideros)

Pe lângă speciile protejate, pe teritoriul sitului au mai fost identificate 46 de specii de plante, 6 specii de păsări, 3 specii de mamifere, 1 specie de reptile.